# Ішаки
Іша́ки (рос. Ишаки, чув. Ишек) — село у складі Чебоксарського району Чувашії, Росія. Адміністративний центр Ішацького сільського поселення.
Населення — 633 особи (2010; 631 у 2002).
Національний склад:
- чуваші — 97 %